# Komenda (rivier)
De Komenda of Hua is een rivier in Ghana. De rivier is gelegen in het district Komenda/Edina/Eguafo/Abirem in de Ghanese regio Central. De Komenda is een relatief korte rivier van circa 2 kilometer lengte. Ze mondt uit in de Atlantische Oceaan. 
De monding van de rivier vormde in de 17e en 18e eeuw het strijdtoneel, soms aangeduid met "Komenda Wars", tussen Nederlanders en Britten. De West-Indische Compagnie en de Royal African Company streden om de slaven- en grondstoffenhandel. Aan beide oevers verschenen forten, in 1688/9 het Fort Vredenburg (Nederlands) en in 1695/98 het Fort Komenda/Fort English (Brits). Over en weer werden de forten veroverd en heroverd. De beide forten zijn inmiddels vergaan; restanten zijn nog wel te vinden. 
Komenda is tevens de naam van een vissersdorp nabij de monding van de rivier.